# Netgear
NETGEAR, Inc. es una empresa estadounidense fundada en 1996 con sede en Santa Clara, California, especializada en la producción y venta de sistemas de redes para particulares y empresas de tamaño reducido. La gama de productos de la empresa incluye tarjetas de red, conmutadores, enrutadores de DSL y de cortafuegos, servidores de impresión, componentes para Wireless-LAN, como productos de voz sobre IP de entre 11-300 MBit/s, así como carcasas de NAS para almacenamiento de datos de red.
Desde 2003 las acciones de la empresa cotizan en el NASDAQ (NTGR). Los beneficios de la empresa en el año 2006 alcanzaron los 44 100 000 de dólares.